# Sports athlétiques thiernois (football)
Maillots
Les Sports athlétiques thiernois, abrégé en SA Thiers, forment un club de football français basé à Thiers dans le Puy de Dôme dans la région auvergne.
Le président est David Jakubowski et l'entraîneur est  Jean-Rémi Ferraton.
Le club évolue en Régional 1 (D6) lors de la saison 2020-2021. Il présente une deuxième équipe senior en Régional 1 et deux autres en divisions de district.

## Histoire
- 1935 : Fondation du club par fusion du CAS Thiernois, de l'Amical Boulay Club[1] et du FC Thiernois
- 1958 : L'équipe junior remporte le championnat académique de l'OSSU (Office du sport scolaire et universitaire) avec Aimé Jacquet dans ses rangs[2].
- 1964 : En coupe de France, le 12 janvier, devant 15 000 spectateurs, au stade Philippe-Marcombes de Clermont-Ferrand, l'équipe des SAT[3] manque de peu l'exploit d'éliminer l'A.S.Monaco, alors championne de France en titre[2].
- 2007 : Thiers accède en CFA2 en 2007 après plus de trente ans passés en niveau inférieur. Le club y parvient alors en montant de quatre divisions en cinq saisons ; exceptionnel, mais la réussite s'explique en partie par l'investissement de certains partenaires. L'association du club des Supporters créée deux saisons auparavant y est également pour beaucoup. Les S.A.T. ont, grâce à la ville de Thiers, retrouvé des installations à la hauteur de leurs ambitions : un parc des Sports « Antonin Chastel » refait à neuf (terrain d'honneur, piste d'athlétisme, vestiaires, salles de réception, etc. ).
- 2017 : Le club remonte en National 3 (ex CFA2).

## Palmarès
- Champion de CFA Groupe centre : 1964
- Champion DH d'Auvergne : 1953, 1962, 2007 et 2015

## Entraîneurs
- 1962-1969 :  René Gardien
- 2010-2013 :  Emmanuel Desgeorges
- 2013-2014 :  Antonio Vilar Barbosa
- 2014-2015 :  Thierry Coutard
- 2015-2016 :  Christophe Chastang
- 2016-déc. 2018 :  Patrick Volkaert
- déc. 2018-2019 :  Thierry Coutard[4]
- 2019-2020 :  Thierry Coutard et  Jean-Rémi Ferraton
- 2020- :  Jean-Rémi Ferraton

## Coupe de France
Le meilleur résultat du club est le parcours 2009-2010, l'équipe a passé le 8e tour en éliminant les Chamois niortais avant de tomber avec les honneurs devant l'AS Nancy-Lorraine en trente-deuxièmes de finale.
- 2007-2008 : Élimination au 7e tour par Bastia
- 2008-2009 : Élimination au 8e tour par Yzeure
- 2009-2010 : Élimination en 32èmes de finale par Nancy
- 2011-2012 : Élimination en 32èmes de finale par Istres

## Identité du club

### Logos

Logo avant 2020.
Logo depuis mai 2020.